# Wojciech Szafrański
Wojciech Szafrański (ur. 21 listopada 1974 w Poznaniu) – polski prawnik, doktor habilitowany nauk prawnych, profesor Uniwersytetu im. Adama Mickiewicza w Poznaniu, ekspert rynku sztuki, historyk prawa, specjalizujący się w zagadnieniach prawno-ekonomicznych obrotu dziełami sztuki, prawie ochrony dziedzictwa kultury oraz kodyfikacji prawa w XVIII w., wykładowca na Wydziale Prawa i Administracji UAM, Uniwersytecie Artystycznym w Poznaniu oraz Uniwersytecie Jagiellońskim. Członek Rady Uczelni Akademii Sztuki w Szczecinie (2021-2024). Członek Polskiego Komitetu ds. UNESCO.

## Życiorys
W 1998 ukończył prawo na Wydziale Prawa i Administracji Uniwersytetu im. Adama Mickiewicza w Poznaniu. Słuchacz  Szkoły Praw Człowieka – Helsińskiej Fundacji Praw Człowieka. W 2003 otrzymał stopień doktorski na podstawie rozprawy pt. Kodeks Stanisława Augusta. Studium historyczno-prawne. W 2019 otrzymał stopień doktora habilitowanego nauk prawnych na podstawie dorobku naukowego oraz rozprawy pt. Józef Weyssenhoff – polityk, prawnik, legislator czasów Oświecenia. W 2012 ukończył studia MBA Zarządzanie Szkołą Wyższą. Od 2019 profesor Uniwersytetu im. Adama Mickiewicza w Poznaniu w Zakładzie Prawa Rzymskiego, Tradycji Prawnych i Prawa Dziedzictwa Kulturowego na Wydziale Prawa i Administracji. Wykładowca w Krajowej Szkole Sądownictwa i Prokuratury oraz Krajowej Szkole Skarbowości.
Ekspert muzeów i innych instytucji kultury oraz podmiotów działających na rynku sztuki w zakresie obrotu dziełami sztuki. Rzeczoznawca Ministra Kultury i Dziedzictwa Narodowego w zakresie ocen i wycen zabytków ruchomych. Biegły ad hoc w zakresie wycen dzieł sztuki/zabytków. Współpracuje z instytucjami państwowymi w zakresie przeciwdziałania i ścigania przestępstw przeciwko dziedzictwu, w szczególności fałszerstw, kradzieży dzieł sztuki oraz patologii na rynku sztuki a także ocen i wycen dzieł sztuki. W latach 2014–2022 członek Zespołów Sterujących w Programach Ministra Kultury i Dziedzictwa Narodowego Regionalne kolekcje sztuki współczesnej oraz Narodowe kolekcje sztuki współczesnej (jako doradca ds. rynku sztuki) oraz ekspert od 2020 w Programie NIMOZ Rozbudowa Zbiorów Muzealnych.  Członek Komisji Nabytków: Zamku Królewskiego na Wawelu, Muzeum Narodowego w Krakowie, Galerii Miejskiej Arsenał w Poznaniu oraz Rady Programowej Galerii im. Sleńdzińskich w Białymstoku.  Członek TEAM UNESCO Chair on Cultural Property Law.  Komentator spraw z zakresu rynku dzieł sztuki w audycji OFF Czarek  w TOK FM.
Autor i redaktor 15 książek i ponad 70 publikacji naukowych z zakresu rynku sztuki, prawa ochrony dziedzictwa oraz historii prawa. Z-ca redaktora naczelnego Santander Art and Culture Law Review.
W 2004 otrzymał Nagrodę Prezesa Rady Ministrów za rozprawę doktorską. W 2018 został odznaczony odznaką honorową „Zasłużony dla Kultury Polskiej”, w 2019 Komandorią Missio Reconciliationis.
Opracował pierwotną wersję testu VoH (Value of Heritage).

## Wybrane publikacje
Z zakresu rynku sztuki i prawnej ochrony dziedzictwa kultury:
- Sposoby czy metody? Aspekty podmiotowe i przedmiotowe wycen dzieł sztuki w Polsce (wespół z D. Wilkiem), „Santander Art and Culture Law Review” 2017 nr 1.
- Wyzysk (art. 388 Kodeksu cywilnego) w polskim prawie prywatnym a obrót dziełami sztuki (wespół z J. Andrzejewskim), „Santader Art and Culture Law Review” 2016, nr 1.
- Legal Issues in Cultural Heritage Management. A Polish Perspective, (wespół z A. Jagielską-Burduk), Peter Lang 2016.
- Nowe zjawiska w obrębie przestępczości na rynku sztuki w Polsce [w:] Przestępczość przeciwko dziedzictwu kulturowemu. Diagnoza, zapobieganie, zwalczanie, red. M. Trzciński, O. Jakubowski, Wrocław 2016.
- Mity i patologie obrotu dziełami sztuki, „Santander Art and Culture Law Review” 2015, nr 1.
- Ochrona dziedzictwa kulturalnego a rynek sztuki Zagrożenia, korzyści, perspektywy [w:] Ochrona dziedzictwa kulturalnego i naturalnego. Perspektywa prawna i kryminologiczna, red. W. Pływaczewski, B. Gadecki,  Warszawa 2015.
- Mechanizmy prawne zarządzania dziedzictwem kultury (wespół z A. Jagielską-Burduk i Ł. Gawłem), Gdańsk 2015.
- Kultura w praktyce. Zagadnienia prawne t. 1–3  (red. wespół z A. Jagielską-Burduk), Poznań 2012–2014.
- Handel dziełami sztuki w Polsce a gry rynkowe – zarys problematyki [w:] Rynek sztuki. Aspekty prawne, red. W. Kowalski, K. Zalasińska, Wolters Kluwer 2011.
- Regulaminy aukcyjne na polskim rynku sztuki [w:] Rynek sztuki. Aspekty prawne, red. W. Kowalski, K. Zalasińska, Wolters Kluwer 2011.
- Wirtualna Galeria im. Mielżyńskich. Historia-Idea-Prawo,  (wespół z A. Jagielską-Burduk, M. A. Górską), Poznań 2013.
- Wokół problematyki prawnej zabytków i dzieł sztuki, t. 1–3, (red.) Poznań 2007–2009.

Z zakresu historii prawa:
- Józef Weyssenhoff – polityk, prawnik, legislator czasów Oświecenia, Poznań 2016.
- The Intertemporal Problems in Law, red. J. Mikołajewicz, W. Szafrański, A. Godek, Wydawnictwo Naukowe UAM, Poznań 2017.
- The Intertemporal Problems – Polish Legal Perspective, red. J. Mikołajewicz, W. Szafrański, A. Godek, Wydawnictwo Naukowe UAM, Poznań 2017.
- Reformy rolne w Polsce międzywojennej i powojennej. Prawo-realizacja-skutki-problemy reprywatyzacyjne, (red. wespół z E. Borkowską=Bagieńską) Poznań 2008.
- Projekt ad codicem iudiciarium Wojciecha Prus Olszowskiego, Poznań 2008.
- Kodeks Stanisława Augusta, Poznań 2007
- Prace prawnicze Hugona Kołłątaja, Poznań 2005

Z zakresu historii nauki i nauczania:
- Utopijny Uniwersytet, Poznań 2013
- Stanisław Nowakowski. Przez trzy kontynenty, Poznań 2005.
- Witalis Ludwiczak — prawnik z olimpijskim paszportem, Poznań 2004